# Апокалиптика
„Апокалиптика“ (на английски: Apocalyptica) е чело метъл група във Финландия.
В нея участват виолончелисти и от 2005 година барабанист. Трима виолончелисти са завършили Академия „Сибелиус“ в Хелзинки. Музиката им съдържа елементи от класическа музика, нео-класически метъл, траш метъл и симфоничен метъл.

## История
„Апокалиптика“ е създадена през 1993 г., когато 4 виончелисти се събират, за да изпълняват кавъри на „Металика“ в Академия „Сибелиус“. Свирят на коледно парти, където сред публиката е Кари Хунинен, работещ за компанията Зен Гарден Рекърдс. След като ги чува, Кари ги поставя на челно място в Зен Гарден Рекърдс.
През 1996 г. „Апокалиптика“ издава първия си албум „Свирене на Металика от четири виолончела“, съдържащ кавъри на „Металика“, изсвирени на виолончело. През 1998 г. излиза вторият им албум „Симфония на Инквизицията“, продуциран от Хиили Хиилесмаа. Албумът съдържа отново кавъри на „Металика“, но също така и на „Фейт Ноу Мор“, „Сепултура“ и „Пантера“. Групата решава да вкара и 3 свои оригинални парчета, написани от Еика Топинен.
През 1999 г. Антеро Манинен напуска групата и е заменен от Перту Кивилааксо. През 2000 г. излиза третият албум „Култ“, съдържащ 10 оригинални песни и 3 кавъра. За първи път има участие на вокали. През 2002 г. Макс Лиля напуска групата и отива в Хелвейн; групата остава само с 3 членове.
През 2003 г. излиза четвъртият албум „Отражения“, който за първи път е от изцяло оригинални парчета на групата. Дейв Ломбардо от Слейър свири на барабаните в 5 песни от албума. Той обаче няма възможността да участва с групата в турнето и за това е привлечен Мико Сирен.
През 2005 г. излиза петият албум „Апокалиптика“. В него участват музиканти като Виле Вало от „HIM“, Лаури Илонен от „Расмус“ и отново Дейв Ломбардо.
„Апокалиптика“ издава своят шести албум „Сблъсък на световете“ на 17 септември 2007 г. Продуциран е от Якоб Хелнер. Тил Линдеман от „Рамщайн“ е гост-вокалист за песента „Хелден“.
През юни 2008 г., на фестивала „Рок в Рио“ в Лисабон, „Апокалиптика“ изпълнява 5-ата симфония на Бетовен. Записват „Не ми пука“ с певеца на Три Дейс Грейс, Адам Гонтиер.

## Дискография
Студийни албуми
- Plays Metallica by Four Cellos (1996)
- Inquisition Symphony (1998)
- Cult (2000)
- Best of Apocalyptica (2002, Japan only)
- Reflections (2003)
- Apocalyptica (2005)
- Amplified // A Decade of Reinventing the Cello (2006)
- Worlds Collide (2007)
- 7th Symphony (2010)[1]
- Shadowmaker (2015)
- Cell-0 (2020)
- Plays Metallica Vol. 2 (2024)

## Членове
Настоящи
- Еика Топинен – чело (от 1993 г.)
- Пааво Льотьонен – чело (от 1993 г.)
- Перту Кивилааксо – чело (от 1999 г.)
- Мико Сирен – барабани (от 2003 г.)

Бивши
- Антеро Манинен – чело (1993 – 1999, 2002 – 2009)
- Макс Лиля – чело (1993 – 2002)

| Еика Топинен | Пааво Льотьонен | Перту Кивилааксо | Мико Сирен | Антеро Манинен |
| ------------ | --------------- | ---------------- | ---------- | -------------- |
|              |                 |                  |            |                |

## Кавър версии
„Апокалиптика“ изпълнява кавър версии на следните музиканти и групи:
- Metallica
- Pantera
- Rammstein
- Сепултура
- Slayer
- Фейт Ноу Мор
- Дейвид Бауи
- Едвард Григ

## България
Група „Апокалиптика“ е гостувала 4 пъти в България, като при първите 2 посещения изнася по 2 концерта в различни градове. Първото гостуване е през 1999 година в рамките на културната програма в Пловдив, когато градът е избран за съпътстваща европейска столица на културата. Групата изнася представление в Античния театър. При това посещение е организиран и втори концерт, състоял се на 25 юни в Националния дворец на културата (НДК), София.
Второто посещение на групата е през 2006 година. Тогава музикантите имат представления на 1 юни в Каварна и на 2 юни в зала „Христо Ботев“ в София.
При третото си гостуване Апокалиптика изнася концерт на 31 май 2008 година, отново в Каварна.
За четвъртия концерт на APOCALYPTICA свирят на 18 септември 2015 в магическата атмосфера на Античния театър в Пловдив.
Петият им концерт е на 19-ти август 2018 във Варна на фестивала „Варна мега рок”
Шестият концерт е на 3-ти септември 2022 в Летния театър в Пловдив.
За седми път се очаква Апокалиптика да дойде на 28-ми ноември 2024 в София, зала 3 на НДК